# Cuisinella
 (novembre 2023).
- Si vous ne connaissez pas le sujet, laissez ce bandeau (vous pouvez alors contacter les auteurs).
- Si vous supprimez le contenu mis en cause (vous pouvez préalablement contacter les auteurs),

argumentez précisément cette suppression dans la page de discussion
(un manque de référence n'est pas un argument ; une recherche réelle de référence doit avoir été effectuée, être formellement documentée).
Cuisinella est une marque qui vend une gamme de meubles pour cuisines et salles de bains, de rangements et de tables et chaises. Commercialisée par un réseau de concessionnaires indépendants, elle est exploitée par la société familiale Schmidt Groupe, qui détient également la marque Schmidt. 

## Historique

Ancien logo

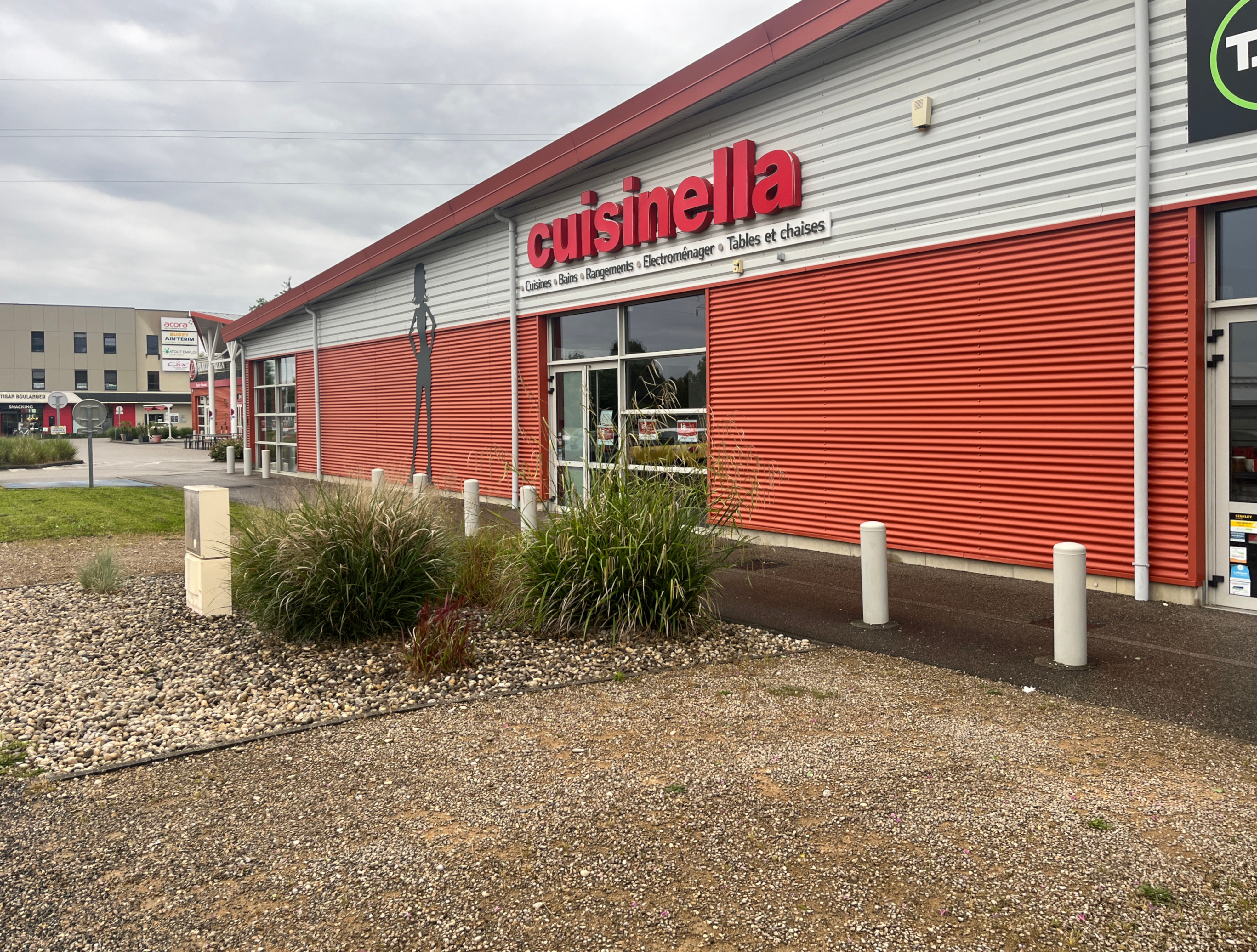
Magasin Cuisinella.

- 1992 : Création par la SALM (Société alsacienne de meubles) de l'enseigne Cuisinella, positionnée sur le segment de marché jeune habitat[1][source insuffisante].
- 1998 : Cuisinella lance sa politique de marque et communique pour la première fois à la télévision[2].[source insuffisante]
- 2002 : Cuisinella lance sa signature : « Des cuisines qui donnent envie »[2].[source insuffisante]
- 2003 : Cuisinella devient la 4e marque de cuisines en France (en CA)[2].[source insuffisante]
- 2006 : Cuisinella lance une gamme de rangements[2] : les Intemporels et devient la 3e marque de cuisines en notoriété.[source insuffisante]
- 2007 : Cuisinella devient la 3e marque de cuisines en France (en CA) et lance un nouveau concept de magasin[2].[source insuffisante]
- 2009 : Cuisinella devient la 2e marque de cuisines en France (en CA).
- Depuis 2010 : Cuisinella est la 1re  marque en notoriété spontanée et en Top of Mind (étude Sofres)[2].[source insuffisante]
- 2017 : Cuisinella change de signature de marque et appuie sa volonté de communiquer autour de l'écoute consommateur : " à l'écoute de vos envies"[2].[source insuffisante]

Cuisinella commercialise ses produits par le biais de concessionnaires indépendants. En juin 2020, le réseau compte plus de 270 magasins en France et en Belgique[source insuffisante]. Le 8 février 2023, quatre magasins de la marque ferment abruptement.